# بيرت باتينود
بيرترام ألبيرت باتينود (بالإنجليزية: Bertram Albert Patenaude)‏ المشهور باسم بيرت باتينود (بالإنجليزية: Bert Patenaude)‏ (4 نوفمبر 1909 في فول ريفر، الولايات المتحدة – 4 نوفمبر 1974 في فول ريفر، الولايات المتحدة) لاعب كرة قدم أمريكي راحل كان يجيد اللعب في مركز المهاجم .

## المنتخب
في سنة 1930 تم استدعاء باتينود للمشاركة مع منتخب الولايات المتحدة في بطولة كأس العالم لكرة القدم 1930 التي ستقام في الأوروغواي . في المباراة الأولى ساهم في التغلب على منتخب بلجيكا 3-0 حيث سجل أحد الأهداف ثم في المباراة الثانية سجل 3 أهداف في مرمى منتخب الباراغواي لتنتهي بالفوز بثلاثية نظيفة ويتأهل منتخب الولايات المتحدة إلى الدور النصف النهائي حيث يصطدم بمنتخب الأرجنتين ويخسر أمامه بنتيجة 1-6 . في المباراة الودية التي أقيمت في سنة 1930 خسر منتخب الولايات المتحدة من منتخب البرازيل 3-4 وسجل باتينود هدفه الدولي السادس وقد كانت آخر مبارياته الدولية .

### هاتريك كأس العالم
دخل باتينود التاريخ من أوسع أبوابه في 17 يوليو 1930 عندما واجه منتخب الباراغواي في بطولة كأس العالم . سجل باتينود هدفه الأول في الدقيقة العاشرة ثم أتبعه بهدف ثاني في الدقيقة الخامسة عشر وهو محط جدل حيث تذكر مؤسسة الإحصاء لكرة القدم أن المدافع الباراغواياني أوريليو غونزاليز سجله بالخطأ في مرماه بينما يذكر الاتحاد الدولي لكرة القدم والاتحاد الأمريكي لكرة القدم أن باتينود هو مسجل الهدف . ثم سجل باتينود الهدف الثالث في الدقيقة الخمسين .
زاد من حدة اللغط أنه بعد مرور يومين سجل المهاجم الأرجنتيني غييرمو ستابيلي ثلاثة أهداف في مرمى منتخب المكسيك ولكن الاتحاد الدولي لكرة القدم أعلن في 10 نوفمبر 2006 أن باتينود هو مسجل أول هاتريك في تاريخ البطولة.

## وصلات خارجية
- بيرت باتينود على موقع الاتحاد الدولي (مؤرشف)  (الإنجليزية)
- بيرت باتينود على موقع قاعدة بيانات كرة القدم.إي يو (الإنجليزية)
- بيرت باتينود على موقع ناشيونال فوتبول تيمز (الإنجليزية)
- بيرت باتينود على موقع Soccerway.com (الإنجليزية)
- بيرت باتينود على موقع عالم كرة القدم.نت (الإنجليزية)
- هذا متحف كرة القدم